# Snitko
Snitko je priimek več oseb:
- Chris Snitko, ameriški nogometaš
- Konstantin Konstantinovič Snitko, sovjetski general